# Metamorpha meridionalis
Metamorpha meridionalis är en fjärilsart som beskrevs av Hans Fruhstorfer 1909. Metamorpha meridionalis ingår i släktet Metamorpha och familjen praktfjärilar. Inga underarter finns listade i Catalogue of Life.